# Per tutte le volte che…
Albums de Valerio Scanu
Valerio Scanu
(16 octobre 2009) Parto da qui
Singles
1. Per tutte le volte che
Sortie : 17 février 2010
2. Credi in me
Sortie : 23 avril 2010
3. Indissolubile
Sortie : 25 juin 2010

Per tutte le volte che… est le deuxième album du chanteur italien Valerio Scanu, publié le 19 février 2010 par la EMI Music Italie.

## Description
L'album fut publié après la publication du premier single Per tutte le volte che…, chanson avec laquelle le chanteur a remporté le  Festival de Sanremo 2010. L'album contient neuf chansons inèdites, produites entre l'Italie et Londres. Le thème qui sert de fil conducteur est l'amour sous toutes ses formes. La chanson Il Dio d'America, toutefois, représente la réaction d'un peuple devant un leader politique considéré presque comme un Dieu. À l'intérieur de l'album, une vidéo est incluse dans laquelle le chanteur commente toutes les chansons de l'album.

## Titres et auteurs
| Titres                  | Auteurs                                | Durée |
| ----------------------- | -------------------------------------- | ----- |
| Per tutte le volte che… | Pierdavide Carone                      | 3:58  |
| Indissolubile           | Saverio Grandi, Emiliano Cecere        | 3:30  |
| Mi manchi tu            | Massimo Greco                          | 3:45  |
| Quando parlano di te    | Saverio Grandi, Alberto Pioppi         | 4:08  |
| Mai dimenticata         | Saverio Grandi                         | 4:08  |
| Credi in me             | Kaballà, Luca Chiaravalli              | 3:31  |
| Il Dio d'America        | Simone Annicchiarico, Gianluca Paiella | 3:19  |
| Miele                   | Saverio Grandi                         | 3:42  |
| Così distante           | Kaballà, Luca Mattioni, Beppe Dettori  | 4:16  |

## Succès commercial
L'album arrive jusqu'à la première position du Classement FIMI Artisti. Aux ventes de l'album s'ajoutent également celles des singles, en particulier celles du single certifié par la FIMI, Per tutte le volte che…, certifié disque de platine pour plus de 30 000 téléchargements. L'album fut ensuite certifié disque d'or pour la vente de plus de 30 000 copies.
Per tutte le volte che… est le 48e album le plus vendu en Italie en 2010 selon le classement de la FIMI.

## Classements
| Classement (2010) | Position |
| ----------------- | -------- |
| Italie            | 1        |

| Classement (2010) | Position |
| ----------------- | -------- |
| Italie            | 48       |

## Musiciens du tour "In Tutti i luoghi tour"
Les musiciens qui ont accompagné le chanteur durant le tour "In tutti i luoghi tour" qui suit la sortie de l'album "Per tutte le volte che" :
- Gabriele Gagliardo: guitare
- Claudio Ghioni:  contrebasse
- Giorgio Bellia:  batterie
- Francesco Lazzari: piano
- Andrea D’Aguì: guitare acoustique, chœurs, claviers

## Vidéoclips officiels
Avec cet album on a aussi réalisé quatre vidéoclips officiels :
| N° | Titres                                                | Date de sortie |
| -- | ----------------------------------------------------- | -------------- |
| 1  | Per tutte le volte che… (première version)            | 5 mars 2010    |
| 2  | Per tutte le volte che… (version publiée sur iTunes ) | 15 mars 2010   |
| 3  | Credi in me                                           | 24 avril 2010  |
| 4  | Indissolubile                                         | 17 juin 2010   |